# Waiting to Exhale
Waiting to Exhale (br: Falando de Amor; pt: 4 Mulheres Apaixonadas) é um filme de drama romântico estadunidense de 1995 dirigido por Forest Whitaker (em sua estréia como diretor) e estrelado por Whitney Houston e Angela Bassett. O filme foi adaptado do romance de 1992 de mesmo nome por Terry McMillan. Loretta Devine, Lela Rochon, Dennis Haysbert, Michael Beach, Gregory Hines, Donald Faison, e Mykelti Williamson arredondado para fora o resto do elenco. A música original foi composta por Kenneth "Babyface" Edmonds. A história é centrada em quatro amigas que vivem na área de Phoenix, Arizona e suas relações com os homens e umas com as outras. Todas elas estão "segurando a respiração" até o dia em que elas podem se sentir confortável em um relacionamento com um homem comprometido.
O filme é notável por ter um elenco de Afro-americanos. O Los Angeles Times chamou de "fenômeno social".

## Sinopse
O filme conta a história de quatro mulheres afro-americanas que encontram força na amizade que as unem. Savannah (Whitney Houston), Bernadine (Angela Bassett), Robin (Lela Rochon) e Glória (Loretta Devine), estão todas em busca de um amor verdadeiro. Bernadine achava que tinha encontrado a felicidade, até que seu marido a deixou por outra mulher. Savannah e Robin são bem sucedidas em suas carreiras, mas suas vidas amorosas são um fracasso. E a divorciada Gloria está de volta à parada flertando com seu novo e muito interessante vizinho.

## Elenco
- Whitney Houston - Savannah Jackson
- Angela Bassett - Bernadine Harris
- Loretta Devine - Gloria Matthews
- Lela Rochon - Robin Stokes
- Gregory Hines - Marvin King
- Dennis Haysbert - Kenneth Dawkins
- Mykelti Williamson - Troy
- Michael Beach - John Harris
- Leon Robinson - Russell
- Wendell Pierce - Michael Davenport
- Donald Faison - Tarik Matthews
- Jeffrey D. Sams - Lionel
- Jazz Raycole - Onika Harris
- Brandon Hammond - John Harris Jr.
- Kenya Moore - Denise
- Wesley Snipes - James Wheeler (Participação Especial)
- Giancarlo Esposito - David Matthwes (Participação Especial)

## Recepção
No site agregador de críticas Rotten Tomatoes, 52% das 25 resenhas dos críticos são positivas.

## Produção
- Waiting to Exhale foi o segundo filme da cantora e atriz Whitney Houston, o primeiro foi The Bodyguard ( O Guarda-Costas).
- O filme fez um sucesso moderado de bilheteria arrecadando 81,452,156 de dólares mundialmente tendo custado 16 milhões de dólares.
- A trilha sonora tem como interpretes cantoras consagradas nos Estados Unidos, como Aretha Franklin, Chaka Khan, Mary J. Blige, Brandy Norwood e Faith Evans.
- A canção "Exhale (Shoop Shoop)", interpretada por Whitney Houston, se tornou um single no mesmo ano de estréia do filme, assim como "It Hurts like Hell", interpretada por Aretha Franklin, e "Sittin' Up In My Room", cantada por Brandy.

## Trilha sonora
A trilha sonora de Waiting to Exhale é variada, e traz diversas músicas que foram interpretadas por cantoras de diversos estilos; predominam, no entanto, as canções de soul e R&B.
- "Exhale (Shoop Shoop)" - Whitney Houston – 3:25
- "Why Does It Hurt So Bad" - Whitney Houston – 4:37
- "Let It Flow" - Toni Braxton – 4:27
- "It Hurts Like Hell" - Aretha Franklin – 4:18
- "Sittin' Up in My Room" - Brandy – 4:52
- "This Is How It Works" - TLC – 5:00
- "Not Gon' Cry" - Mary J. Blige – 4:58
- "My Funny Valentine" - Chaka Khan – 4:06
- "And I Gave My Love to You" - Sonja Marie – 4:48
- "All Night Long" - SWV – 4:31
- "Wey U" - Chante Moore – 4:32
- "My Love, Sweet Love" - Patti LaBelle – 4:21
- "Kissing You" - Faith Evans – 3:23
- "Love Will Be Waiting at Home" - For Real – 5:59
- "How Could You Call Her Baby" - Shanna – 5:09
- "Count on Me" - Whitney Houston e CeCe Winans – 4:26